# Лин Колинс
Глорија Лаверн Колинс (енгл. Gloria Lavern Collins; Абилин, 12. јун 1948 — Пасадена, 13. март 2005) позната под псеудонимом Лин Колинс (енгл. Lyn Collins) била је афроамеричка певачица. Позната је као сарадница музичара Џејмса Брауна и по утицајном фанк хиту из 1972. године Think (About It).
У фебруару 2005. године, започела је своју прву соло турнеју. За три недеље изводила је у Уједињеном Краљевству, Француској, Аустрији, Немачкој и Швајцарској. Када се вратила са европске турнеје, преминула је у Пасадени од аритмије у 56. години.

## Дискографија
- 1972 - Think About It
- 1975 - Check Me Out If You Don't Know Me by Now